# Oxytropis densiflora
Oxytropis densiflora là một loài thực vật có hoa trong họ Đậu. Loài này được P.C.Li miêu tả khoa học đầu tiên.